# Both Ends Burning
Both Ends Burning ist Edwin Brienens vierter Film aus dem Jahre 2004. Der Film handelt von einer zerstörten Beziehung und wurde in Amsterdam und Haarlem gedreht.

## Handlung
In der Überzeugung, alles aus ihrem Leben zu holen, fängt Raina eine Beziehung mit dem psychisch verletzten Nick an. Ihr beider Hang nach exzessiven Verhalten hält die Beziehung lebendig. Eine durch Raina verschwiegene Abtreibung jedoch lässt das Verhältnis zwischen den beiden abkühlen.
Isabelle hingegen ist gefangen in einer mechanischen Ehe. Trotzdem liebt sie ihren Mann und verlässt ihn nicht. Um Isabelle herum, auf den Straßen tobt für sie die Hölle. Eine Realität, mit der sie nicht umgehen kann. Isabelle wird gejagt von unsichtbaren Verfolgern.
Als ultimative Erniedrigung beschließt Nick eine Prostituierte in Anwesenheit Rainas zu bestellen. Nachdem sie beide beim Sex beobachtet, wird Raina die psychische Belastung zu viel und sie begeht einen Selbstmordversuch. Als sich Isabelle und Raina letztendlich in einer Kirche treffen, beschließen beide ihr Schicksal selbst in die Hand zu nehmen.

## Hintergrund
- Both Ends Burning war der letzte niederländischsprachige Film, den Brienen drehte. Seitdem macht er englisch- oder deutschsprachige Filme.
- Der Film feierte Premiere auf dem Brienen Festival, das in 14 niederländischen Kinos stattfand.
- Edwin Brienen komponierte Teile des Soundtracks selbst.
- Both Ends Burning wurde in 2008 von Filmfreak Distributie auf DVD, als Teil der The Edwin Brienen Collection, veröffentlicht.